# Leopoldsbrunnen

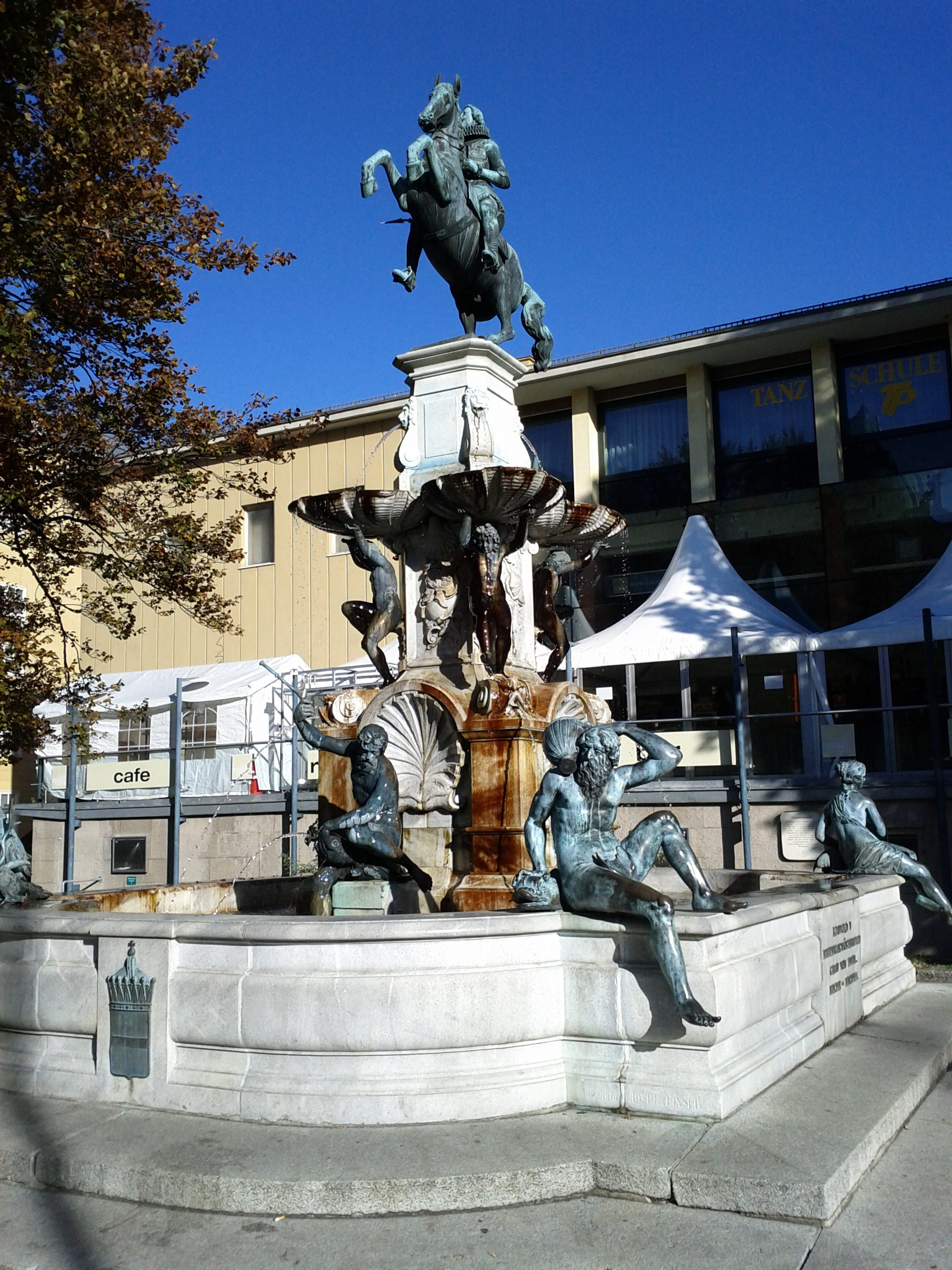
Leopoldbrunnen (2011)

Der Leopoldsbrunnen (selten: Leopoldbrunnen) ist ein denkmalgeschütztes Objekt nahe der Innsbrucker Altstadt. Der vor dem Haus der Musik unweit vom Landestheater gegenüber der Hofburg am Rennweg gelegene Brunnen zeigt ein Reiterstandbild des Erzherzogs Leopolds V. (1586–1632), der von 1623 bis 1630 Landesfürst von Tirol war und dem Brunnen den Namen gab.
Seit April 2023 fehlte gemäß Anzeige der Polizei eine der 4 Wasserschalenträger-Figuren aus Bronzeguss. Am 24. April 2023 wurde der Putto unversehrt an der Innpromenade im Bereich des Innsbrucker O-Dorfs, kilometerweit entfernt vom Brunnen aufgefunden.

## Bedeutung
Das Erzherzog-Leopold-Reiterstandbild ist das Hauptwerk des berühmten Bildhauers Caspar Gras (1585–1674) und zugleich eines der künstlerisch bedeutendsten Denkmäler Österreichs aus dem Frühbarock.
Caspar Gras war der erste Künstler, dem es gelang, die gusstechnisch äußerst schwierige Sprungstellung der Levade umzusetzen, bei der das Ross die Balance freistehend auf den beiden Hinterhufen hält, ohne den Schweif als dritte Stütze zu benutzen: eine technisch-künstlerische Höchstleistung ihrer Zeit und richtungsweisend für Reiterdenkmäler des Barock und des Klassizismus. Die Positionierung des Pferdes nur auf den beiden Hinterbeinen war eine statische Herausforderung, die unter anderem durch ein Gewicht aus Blei im Schweif zur Stabilisierung gelöst wurde. Über das Reiterstandbild hinaus, gestaltete Casper Gras zehn weiteren allegorische Figuren von Göttinnenfiguren und Meeresgottheiten.
Das ursprüngliche Aufstellungskonzept, das auf den Barockkünstler und Innsbrucker Hofbaumeister Christoph Gumpp (1600–1672) zurückgeht, ging verloren; womöglich waren die Bronzen bereits ursprünglich für ein Brunnenensemble nach dem Vorbild süddeutscher „Lustbrunnen“, insbesondere des Augsburger Augustusbrunnens, gedacht.
Die von Heinrich und Friedrich Reinhardt gegossenen Bronzen sind als historischer Bestand von Schloss Ambras inventarisch nachweisbar und gehören somit heute zu den Objekten, die der Bund dem KHM-Museumsverband überlassen hat.

## Geschichte

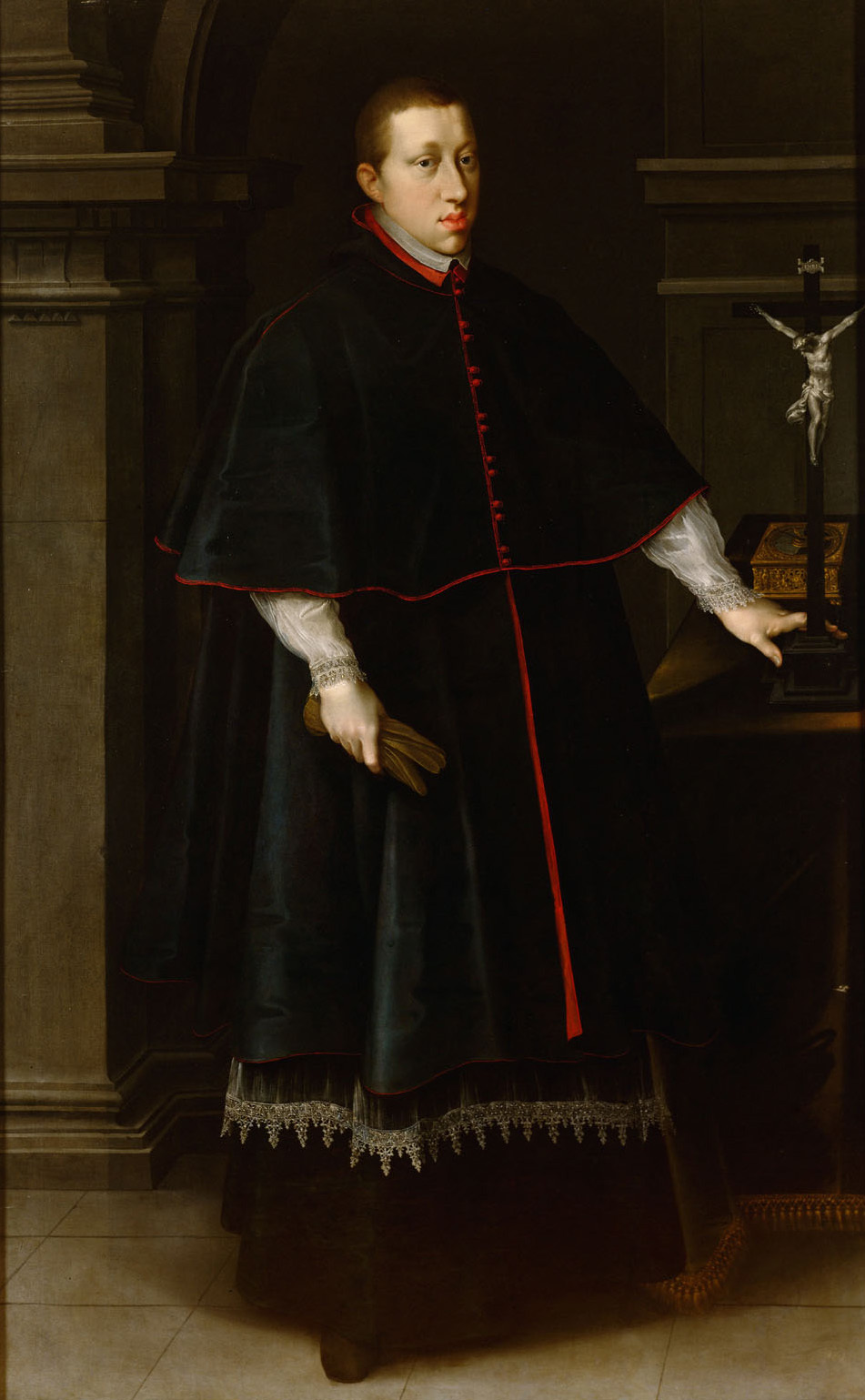
Erzherzog Leopold V.

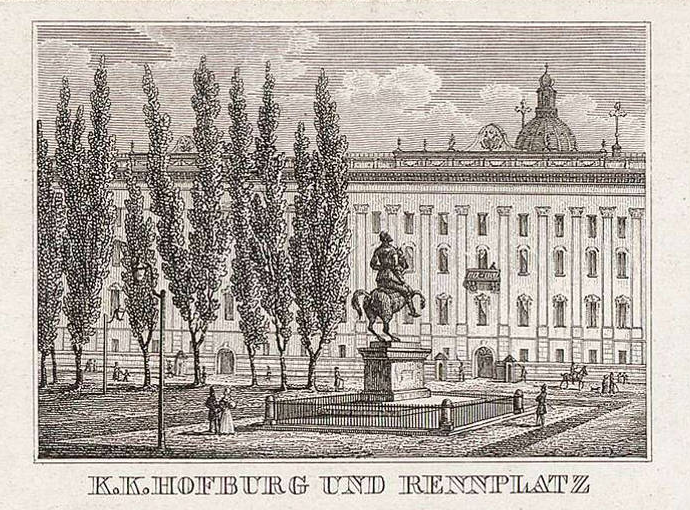
Das Reiterstandbild um 1840

Erzherzog Leopold V. ließ das Reiterstandbild gemeinsam mit zehn weiteren herausragend gestalteten allegorischen Figuren als Ausdruck seines absolutistischen Machtanspruches durch seinen Hofbossierer Caspar Gras anfertigen. Das groß angelegte Repräsentationsprojekt blieb jedoch durch den Tod Leopolds im Jahr 1632 unvollendet.
Die Bronzefiguren wurden ab 1622 von Heinrich und Friedrich Reinhardt fertig gestellt und durchliefen daraufhin eine wechselvolle Aufstellungsgeschichte. Das Reiterstandbild wurde erstmals 1826 vor dem einstigen Hoftheater (heute Landestheater) aufgestellt. Die allegorischen Bronzen prägten schon früher, aber zunächst nur zeitweise und voneinander getrennt das Innsbrucker Stadtbild, wobei sie entlang des Rennwegs und im Hofgarten aufgestellt waren. Die unbekleideten Figuren erregten in der Zeit von Andreas Hofer Ärgernis; daraufhin wollte dieser die Kunstwerke einschmelzen lassen.
Ende des 19. Jahrhunderts gab es Pläne, einen Brunnen im Schlosspark Ambras, und zwar anstelle des wegen Baufälligkeit abgerissenen Renaissance-Ballspielhauses aus der Zeit Erzherzog Ferdinands II. (1529–1595) zu errichten; jedoch nur mit den Brunnenfiguren ohne das Reiterstandbild Leopolds V. Vorzug bekam aber anlässlich der Tiroler Landesausstellung 1893 eine Gesamtlösung im Innsbrucker Stadtzentrum. Dafür wurden der Stadt Innsbruck sämtliche Bronzen als Leihgabe zur Verfügung gestellt und schließlich 1893 nach Plänen des Landeskonservators Johann Wunibald Deininger und Heinrich Fuss gegenüber der Hofburg Innsbruck als Brunnendenkmal zusammengeführt.
Rund hundert Jahre später wurden die das Reiterstandbild umgebenden Beckenfiguren durch Kopien ersetzt, die Originale fanden als Dauerleihgaben des Kunsthistorischen Museums ihren Weg ins Tiroler Landesmuseum Ferdinand.
Die Errichtung des Hauses der Musik Innsbruck machte im Sommer 2015 vorübergehend einen vollständigen Abbau des Leopoldsbrunnens erforderlich, im Zuge dessen das Reiterstandbild restauriert wurde. 2018 erstand der Leopoldsbrunnen wenige Meter vom vorangegangenen Standort neu. Während die Kopien der zehn Brunnenfiguren sofort angebracht wurden, verzögerte sich die Aufstellung des Reiterstandbildes. Immer wieder wurde zwischenzeitlich das Denkmal während des Leerstands humoristisch genutzt, indem als politische Botschaften ein Pappmaché-Dinosaurier, ein Fahrrad oder ein Verkehrsschild anonym auf den Sockel gehoben wurde. Nach Klärung der Haftungsfrage zwischen Stadt und dem KHM-Museumsverband kehrte das Reiterstandbild schließlich an seinen Platz zurück, wo das Kunstwerk am 10. Oktober 2019 feierlich enthüllt wurde.

### Diebstahl einer Figur 2023
Laut Angabe der Polizei wurde im Zeitraum 1. Februar – 17. April 2023 eine der 4 Bronzefiguren, die Träger der hochliegenden 4 Wasserschalen darstellen, entwendet. Die etwa 30–40 kg schwere Skulptur aus (hohlem) Bronzeguss war mit einer Gewindestange und Kleber befestigt.

## Beschreibung

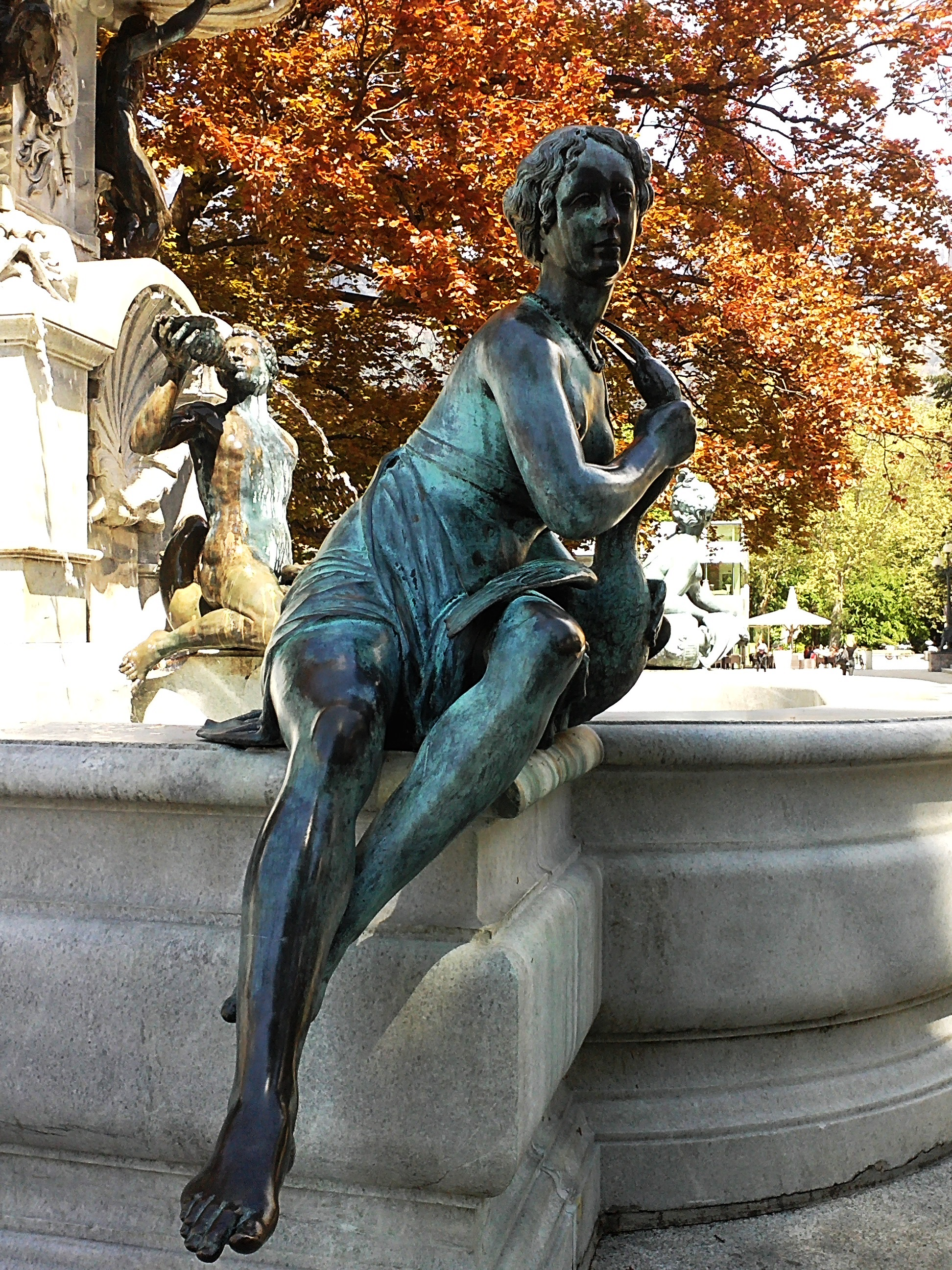
Bronzefigur der Moosgöttin

Der Brunnen um 1900

### Aufbau und Figuren
Im Zentrum des beinahe quadratischen Brunnenbeckens ragt ein Mittelaufbau empor, welcher ebenfalls aus Stein besteht und mit der bronzenen Reiterstatue von Leopold V. geschmückt ist. Jeweils am untersten Teil der vier Seiten dieses Aufbaus errichtete man Rundbogennischen mit Muscheln. An den Schmalseiten sind Statuen von Neptun und Triton zu sehen. In den Muscheln der Breitseiten wurden Satyrköpfe angebracht. Vor den abgeschrägten Ecken der verjüngten mittleren Zone sind Voluten zu sehen. Über diesen halten vier Knaben, die in Bronze gegossen wurden, muschelähnliche Gefäße, die von kleineren speienden Löwenköpfen mit Wasser gefüllt werden.
Leopold selbst hatte man ruhig und würdevoll in zeitgemäßer Kleidung (Reithose, steile Halskrause) dargestellt. Das Haupt des Landesfürsten wurde porträtgetreu abgebildet; in seiner rechten Hand hielt er einst einen Feldherrnstab.
Als Schöpfer der Bronzefiguren wird üblicherweise Caspar Gras angesehen, Johanna Felmayer schrieb sie hingegen dessen Lehrer Hubert Gerhard, der von 1602 bis 1613 in Innsbruck gelebt hatte, zu.
| Figur             | Standort                      | Besonderheit                                        |
| ----------------- | ----------------------------- | --------------------------------------------------- |
| Flussgott Oceanus | SW-Ecke                       | linkes Bein angezogen, mit Delphin                  |
| Diana             | NW-Ecke                       | mit Jagdspieß und Hirsch                            |
| Amphitrite        | NO-Ecke                       | auf eine Vase gestützt                              |
| Moosgöttin        | SO-Ecke                       | umfasst einen Kranich                               |
| Neptun            | Vorderseite des Mittelsockels | sitzt auf einer Schildkröte und hält einen Dreizack |
| Triton            | Ostseite des Mittelsockels    | sitzt auf einem Delfin und bläst in eine Muschel    |

### Inschriften
Während auf den nach Osten bzw. nach Westen ausgerichteten Seiten Wappen zu sehen sind, wurden auf den Längsseiten des Brunnenbeckens Inschriften angebracht:

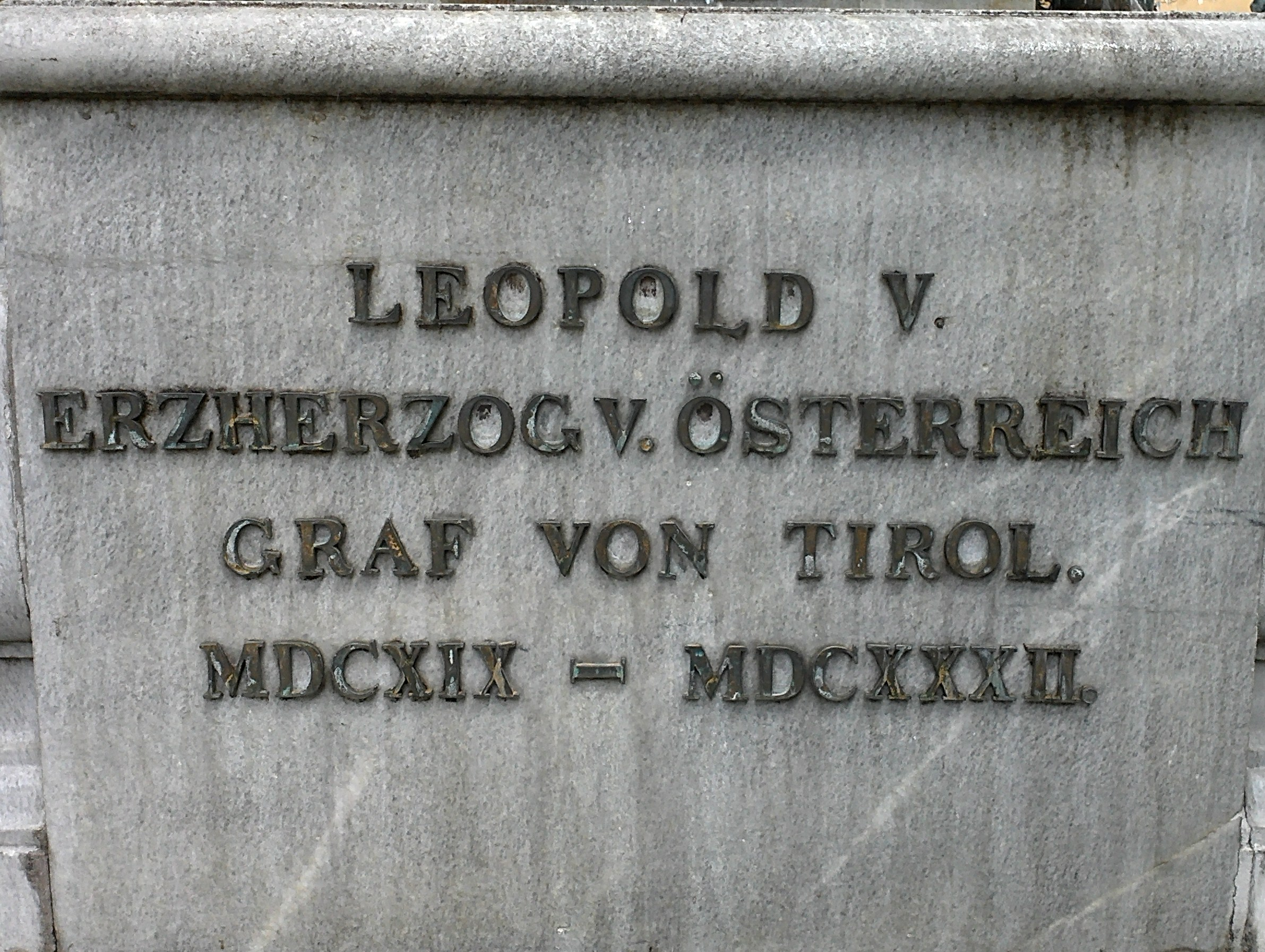
Südseite: Leopold V. Erzherzog v. Österreich Graf von Tirol MDCXIX – MDCXXX
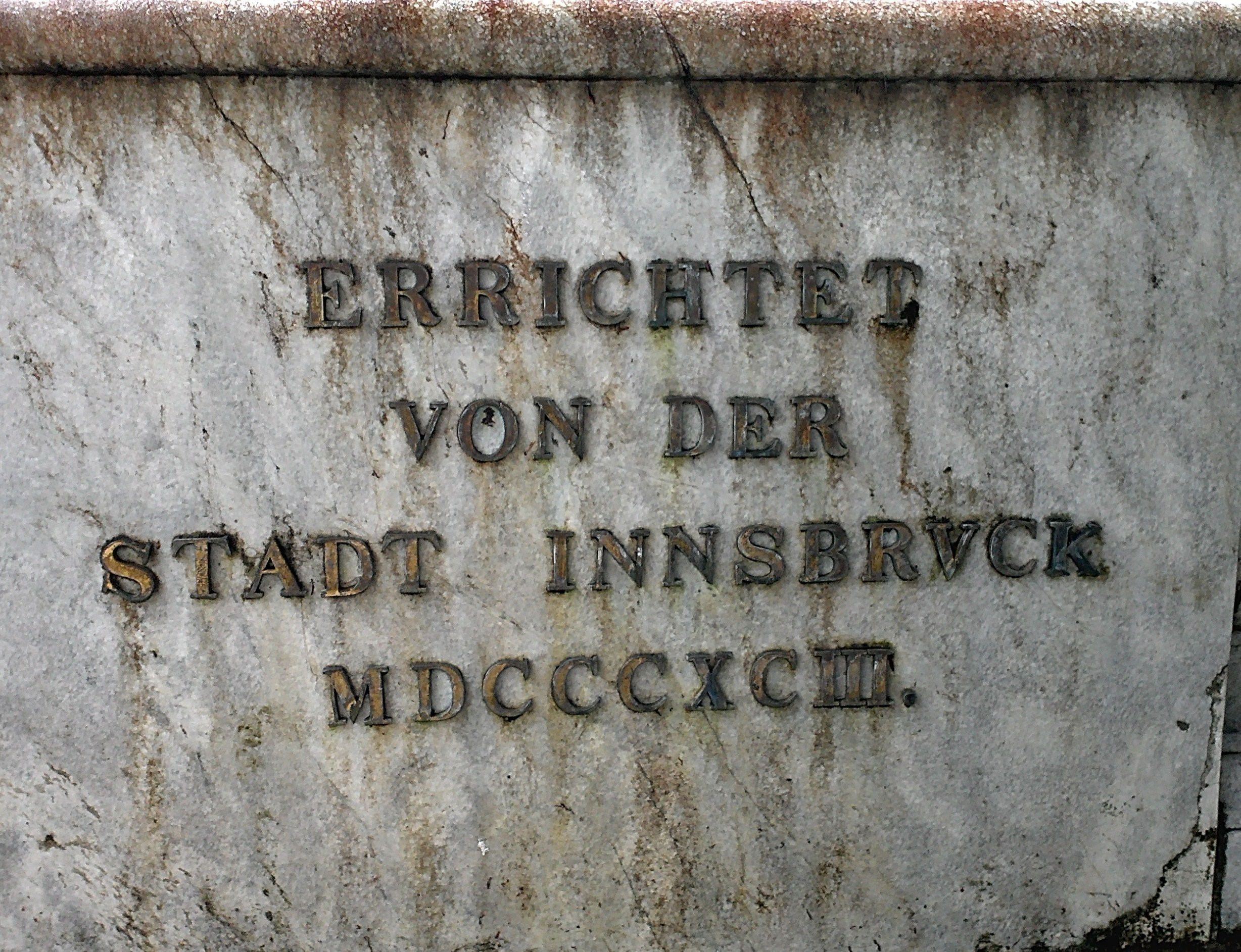
Nordseite: Errichtet von der Stadt Innsbruck MDCCCXCIII